# Hypsilurus auritus
Hypsilurus auritus — вид ігуаноподібних ящірок родини агамових (Agamidae). Ендемік Нової Гвінеї.

## Поширення і екологія
Hypsilurus auritus мешкають на заході Нової Гвінеї, в індонезійській провінції Західне Папуа, та на сусідніх островах Місоол, Салаваті, Батанта і Япен, а також локально спостерігалися в кількох місцях на території Папуа Нової Гвінеї. Вони живуть у вологих рівнинних тропічних лісах, на висоті до 1000 м над рівнем моря. Ведуть деревний спосіб життя.